# MBD4
La proteína de dominio de unión a metil-CpG 4 es una proteína que, en los seres humanos, está codificada por el gen MBD4.

## Estructura
La proteína humana MBD4 tiene 580 aminoácidos, con un dominio de unión a metil-CpG entre los aminoácidos 82-147 y un dominio de glicosilasa de ADN en el extremo C-terminal, entre los aminoácidos 426-580. Estos dominios están separados por una región interviniente que interactúa con UHRF1, una ligasa E3 de ubiquitina, y USP7, una enzima desubiquitinante.

## Función
La metilación del ADN es la principal modificación de los genomas eucariotas y desempeña un papel esencial en el desarrollo de los mamíferos. Las proteínas humanas MECP2, MBD1, MBD2, MBD3 y MBD4 (codificada por este gen) forman una familia de proteínas nucleares caracterizadas por la presencia de un dominio de unión a metil-CpG (MBD).
Cada una de estas proteínas, con excepción de MBD3, es capaz de unirse específicamente al ADN metilado. MBD4 podría desempeñar un papel en la mediación de las consecuencias biológicas de la señal de metilación.
Además, MBD4 presenta similitud en su secuencia con enzimas bacterianas de reparación del ADN, lo que sugiere que también podría estar involucrada en la reparación del ADN.
Asimismo, se han detectado mutaciones en el gen MBD4 en tumores con inestabilidad de microsatélites primarios (MSI), una forma de inestabilidad genómica asociada a defectos en la reparación de apareamiento erróneo del ADN. El gen MBD4 cumple con 4 de los 5 criterios para ser considerado un gen diana MIS legítimo.

## Bases desaminadas como objetivos
Las bases del ADN sufren degradación espontánea, incluyendo la desaminación hidrolítica de purinas y pirimidinas que contienen un grupo amino exocíclico. La hipoxantina y la xantina se generan a un ritmo relativamente lento por la desaminación de adenina y guanina, respectivamente.
Sin embargo, la desaminación de pirimidinas ocurre a un ritmo 50 veces mayor, con aproximadamente 200–300 eventos por célula al día, lo que la convierte en un proceso altamente mutagénico. La desaminación de citosina (C) a uracilo (U) y de 5-metilcitosina (5mC) a timina (T) genera desajustes G:U y G:T, respectivamente Durante la replicación del ADN, estos desajustes provocan mutaciones de transición de C a T.

## Importancia mutacional de los objetivos
Los desajustes G:U y G:T, tras la replicación del ADN, dan lugar a mutaciones de transición de C a T. Normalmente, la MBD4 elimina la U o T desajustada antes de la replicación, evitando así la mutación. Alternativamente, en el caso de los desajustes G:T, la timina (T) también puede ser eliminada por la glicosilasa de ADN de timina (TDG).
Las mutaciones en el gen MBD4 (especialmente las expansiones/borrados en las regiones de poliadinina) aumentan el fenotipo de inestabilidad genómica en un subconjunto de tumores defectuosos en la reparación de desajustes en ratones, contribuyendo específicamente a un incremento en las transiciones G:C → A:T.
Aproximadamente un tercio de todas las mutaciones intragénicas de un solo par de bases en los cánceres humanos ocurren en dinucleótidos CpG, siendo el resultado de transiciones C → T o G → A. Estas transiciones constituyen las mutaciones más frecuentes en el cáncer humano.
Por ejemplo, casi la mitad de las mutaciones somáticas del gen supresor tumoral p53 en el cáncer colorrectal son transiciones G:C → A:T dentro de los sitios CpG.

## Significado clínico en el cáncer

### Mutaciones germinales de MBD4
Se han identificado mutaciones germinales monoalélicas y bialélicas en el gen MBD4 en leucemias mieloides agudas, melanomas uveales y glioblastomas. Además, se ha demostrado que las mutaciones germinales monoalélicas de MBD4 predisponen al melanoma uveal.
En estos casos, se observó una inactivación del segundo alelo de MBD4 en el tumor, lo que estuvo asociado con una carga mutacional extremadamente alta en los dinucleótidos CpG.

### Mutaciones somáticas de MBD4
Las mutaciones en MBD4 ocurren en aproximadamente el 4% de los cánceres colorrectales. También se han detectado mutaciones de MBD4 en muestras tumorales de melanoma, cáncer de ovario, pulmón, esófago y próstata, con frecuencias que varían entre 0.5% y 8%.
MBD4 tiene una relación especial con la reparación de desajustes del ADN (MMR). La proteína MBD4 se une fuertemente a la proteína MLH1, un componente clave del sistema MMR.
Una deficiencia mutacional en MBD4 provoca una reducción en la expresión de proteínas MMR a nivel proteico en los siguientes valores:
- MLH1: 5.8 veces menos.
- MSH2: 5.6 veces menos.
- PMS2: 2.6 veces menos.
- MSH6: 2.7 veces menos.[10]

En los cánceres colorrectales con mutaciones en los genes MMR, se encontró una co-ocurrencia de mutaciones en MBD4 en el 27% de los casos.

### Silenciamiento epigenético
La expresión del ARNm de MBD4 se encuentra reducida en neoplasias colorrectales debido a la metilación de la región promotora del gen MBD4.
Además, la mayoría de los tejidos histológicamente normales que rodean el crecimiento neoplásico también presentan una expresión reducida de MBD4, en comparación con tejidos histológicamente normales de individuos que nunca han tenido una neoplasia colónica. Esto sugiere que la deficiencia epigenética en la expresión de MBD4 es un evento temprano frecuente en la tumorigénesis colorrectal.
Si bien otros genes de reparación del ADN, como MGMT y MLH1, suelen ser evaluados en la represión epigenética de diversos tipos de cáncer, la deficiencia epigenética de MBD4 rara vez se estudia, aunque podría tener importancia en estos tipos de cáncer.

### Respuesta a los inhibidores de puntos de control
Se ha demostrado que el perfil hipermutado asociado a MBD4 está relacionado con una regresión tumoral cuando un paciente con melanoma uveal fue tratado con un inhibidor de puntos de control. Esto sugiere que las mutaciones en MBD4 podrían ser biomarcadores potenciales para el tratamiento de ciertos tipos de cáncer con inhibidores de puntos de control inmunológico.

## Interacciones
Se ha demostrado que MBD4 interactúa con MLH1 y FADD.